# 韦德伯恩-埃瑟林顿数
在图论中，韦德伯恩-埃瑟林顿数是由计算每张图有多少弱二叉树问题而得出的數列。
最初的几个韦德伯恩-埃瑟林顿数为：
1, 1, 1, 2, 3, 6, 11, 23, 46, 98, 207, 451, 983, 2179, 4850, 10905, 24631, 56011, 127912, 293547, 676157, 1563372, 3626149, 8436379, 19680277, 46026618, 107890609, 253450711, 596572387, 1406818759, 3323236238, 7862958391,... （OEIS數列A001190）

## 组合意义上的诠释

奥特树与弱二叉树，两种通过韦德伯恩-埃瑟林顿数计数的有根二叉树。

## 名字由來
韦德伯恩-埃瑟林顿数的名字由來是兩個數學家艾弗·埃瑟林顿和约瑟夫·韦德伯恩。